# Roman Lazik

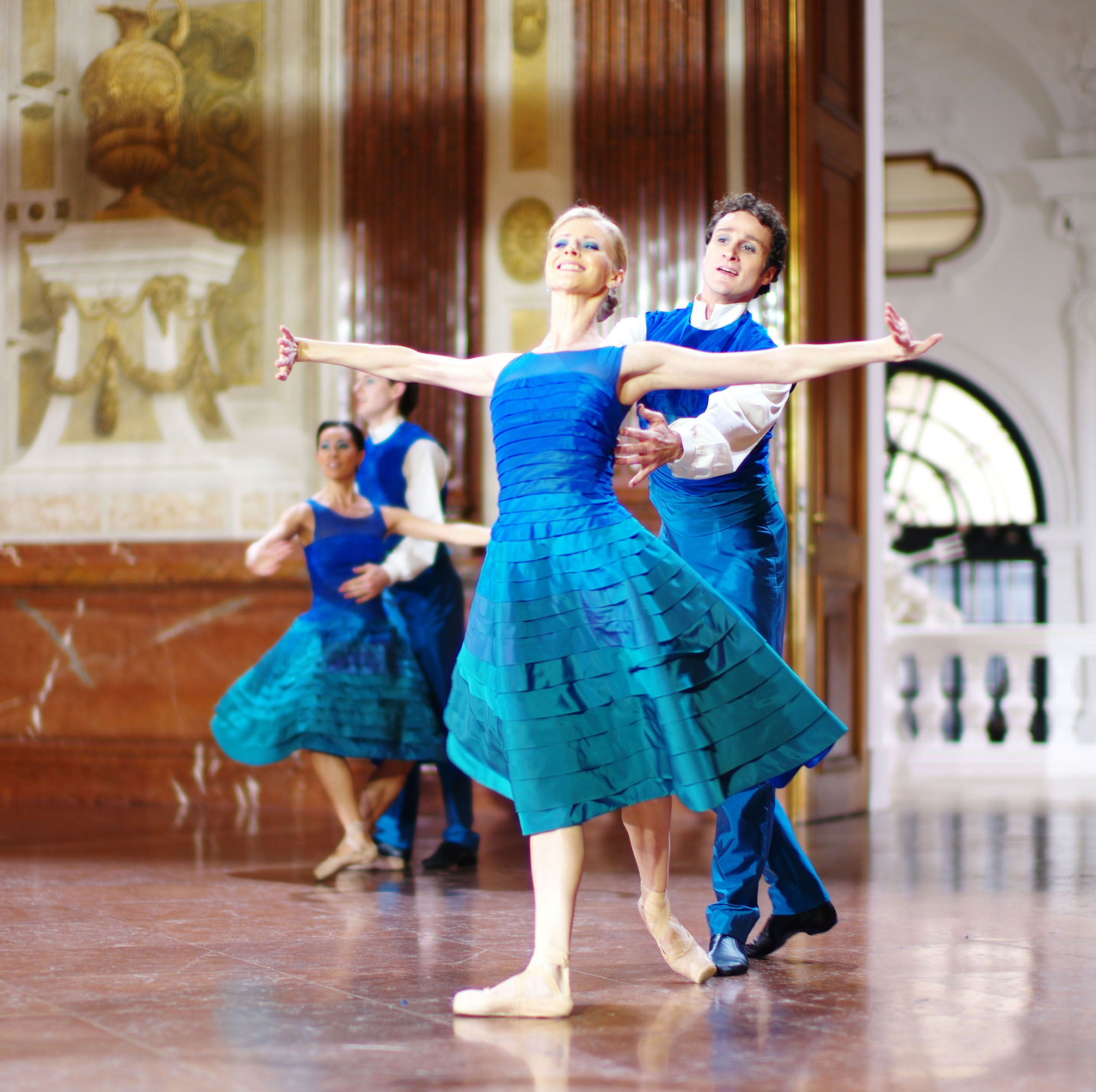
Roman Lazik mit Olga Esina (2011)

Roman Lazik (* 1978 in Bratislava) ist ein slowakischer Balletttänzer. Im Bayerischen Staatsballett avancierte er 2003 zum Ersten Solisten. Seit 2007 ist er am Ballett der Wiener Staatsoper engagiert, wo ihn Manuel Legris im Jahr 2010 zum Ersten Solisten des Wiener Staatsballetts ernannte.

## Leben
Von 1989 bis 1996 studierte Lazik am Eva Jaczova Tanzkonservatorium in Bratislava. Bereits ein Jahr vor seinem Studienabschluss wurde er vom Ballett des Slowakischen Nationaltheaters als Solist engagiert.
Es folgten Engagements beim südafrikanischen PACT Ballet in Pretoria und Israel Ballet in Tel Aviv. Im Jahr 1999 kehrte Roman Lazik als Erster Solist nach Bratislava zurück. Anderthalb Jahr später nahm er die Stelle eines Demi-Solisten im Bayerischen Staatsballett in München an. Dort avancierte er zum Solisten (2001) und schließlich zum Ersten Solisten (2003).
Vier Jahre später wechselte er zum Ballett der Wiener Staatsoper, wo er im Jahr 2010 von dem Direktor Manuel Legris zum Ersten Solisten des Wiener Staatsballetts ernannt wurde.

## Repertoire
Neben den Hauptrollen im klassischen Repertoire tanzte Lazik ebenfalls Hauptpartien in neoklassischen und zeitgenössischen Werken von George Balanchine, Jerome Robbins, Roland Petit, Kenneth MacMillan, Frederick Ashton, Rudolf Nurejew, Pierre Lacotte, Patrice Bart, Ray Barra, Serge Lifar, Harald Lander, Rudi van Dantzig, Jiří Kylián, Mats Ek, John Neumeier, William Forsythe, Hans van Manen, Lucinda Childs, Graeme Murphy, Twyla Tharp, Jorma Elo, Nils Christe, Boris Eifman, Jean-Christophe Maillot, Christopher Wheeldon, Edwaard Liang, Ashley Page, Patrick de Bana, Davide Bombana, Edward Clug und Jacopo Godani.
Im Rahmen von Gastauftritten und Galas bereiste er zahlreiche Länder in Europa sowie die USA, Kanada, Japan, China, Indien und Neuseeland. Im Fernsehen ist Lazik unter anderem bei den Übertragungen des Neujahrskonzertes der Wiener Philharmoniker sowie den Eröffnungen des Wiener Opernballs zu sehen.

## Auszeichnungen
- 1994: Finalist des internationalen Ballettwettbewerbs in Paris
- 1994: 1. Preis beim tschechoslowakischen Ballettwettbewerb in Brünn
- 1995 und 1996: Philip Morris Ballet Flower Award
- 1995: Finalist des Prix de Lausanne
- 1996: Bronzemedaille beim Internationalen Ballettwettbewerb in New York
- 1996: 1. Platz beim ÖTR-Contest in Wien
- 1996: Preis des Premierministers der Slowakei
- 1997: Finalist des Eurovision Contest of Young Dance Artists in Danzig
- 1999: Preis des Literarischen Fonds der Slowakei